# خيل أندلسية
الخيل الأندلسي الأصيل ويُعرف كذلك بسلالة الحصان الإسباني الأصيل أو خيل الملوك، هو واحد من أشهر الخيول الأندلسية ذات الأصول العربية المختلطة. وهو نتاج تهجينه مع الخيول العربية."معلومات عن الحصان الأندلسي". إضاءات عالمية. 20 أغسطس 2020. مؤرشف من الأصل في 2020-11-03. اطلع عليه بتاريخ 2020-12-02.</ref> يتمتع بجمال الخيل العربية ورشاقتها، ويُعد حيوانًا مثاليًا لمصارعة الثيران لشجاعته. تم استخدام سلالته كأداة للدبلوماسية من قبل الحكومة الأندلسية والملوك في جميع أنحاء أوروبا. خلال القرن 19 خفضت الحروب والأمراض والتهجين أعداد الخيول الأندلسية بشكل كبير. وعلى الرغم من التعافى في أواخر القرن 19 استمر هذا الاتجاه في أوائل القرن 20. تعرضت صادرات الخيول الأندلسية إلى القيود من قبل إسبانيا عام 1960، ولكن منذ ذلك الحين انتشر النسل/السلالة في جميع أنحاء العالم. على الرغم من انخفاض عددها عام 2010، كان هناك أكثر من 185٬000 حصان أندلسي مسجل في جميع أنحاء العالم.
تتصف الخيول الأندلسية أو الأسبانية كما يسميها البعض بالقوة والأناقة، وهي طويلة وذكية أيضا، ويسهل قيادتها. وتعرف السلالة الفرعية ضمنهم باسم كارثوزيان. حيث أن المُربين يعتبرونها أنقى سلالة أندلسية، على الرغم من انه لا يوجد أي دليل وراثي لهذا الادعاء.
لا تزال السلالة منفصلة عن النسل الرئيسي ومع ذلك يفضلها المُربون لأن المشترين يدفعون أكثر في أسلاف سلالة كارثوزيان. هناك العديد من السجلات المنافسة للحفاظ على سلالة الخيول كالأندلسي أو PRE، ونقاء مختلف أنواع السلالات، والجوانب القانونية لامتلاك خيول السباق. دعوى قضائية واحدة على الأقل في التقدم اعتباراً من عام 2011 لتحديد ملكية خيول السباق الأسبانية PRE.
ويرتبط الخيل الأندلسي ارتباطا وثيقا باللوستانو البرتغالي واُستُخدم لتطوير العديد من السلالات الأخرى، وخاصة في أوروبا والأمريكيتين. وتحتوى السلالات التي لها أصل أندلسي على warmbloods في أوروبا، وأيضا السلالات التي توجد في النصف الغربي من الكرة الأرضية الغربي مثل الأزتيك. وعلى مدى قرون من التطور تم اختيار السلالات الأندلسية في الألعاب الرياضية والقدرة على التحمل. واُستُخدمت الخيول في الترويض الكلاسيكى، والقيادة، ومصارعة الثيران، وأيضا تُستخدم الخيول الأندلسية في الأوقات الحالية في العديد من الأنشطة الفروسية، كالقفز على الحواجز، وتُستخدم أيضا على نطاق واسع في الأفلام السينيمائية، خاصة في الصور التاريخية وملاحم الفرسان.

## الخصائص
إن متوسط الخيول والحيوانات الاندلسية 15.1 1/2 اليدين (61.5 إنش، 156 سم) في الكاهل و512 كجم (1129 £) في الوزن، والفرس 15 02/01 اليدين (60.5 إنش، 154 سم) و412 كجم (908 £). وضعت الحكومة الأسبانية الحد الأدنى لارتفاع التسجيل في إسبانيا 15.0 اليدين (60 إنش، 152 سم) للذكور و 14.3 اليدين (59 بوصة، 150 سم) للأفراس، وهذا المعيار مُتبع من قبل رابطة النسب الإسبانية (الرابطة/المنظمة الوطنية الإسبانية للسيباو دي كابالو دي بورا رضا الإسبانية أو ANCCE)، ومنظمة الخيول الأندلسية في أستراليا. وأيضا بمقتضى القانون الإسباني أنه من أجل أن تكون الحيوانات «مؤهلة» أو «صفوة مُختارة» من قطعان الماشية، فيجب أن تكون الخيول على الأقل 15.1 لليدين (61 إنش، 155 سم)، والفرس على الأقل 15 1/4 لليدين (60.25 إنش، 153 سم).
تمتلك الخيول الأندلسية القوة والأناقة، ولدى أفراد السلالة رؤوساً متوسطة الطول، مع وجه طويل أو محدب قليلًا. ومظهر الترا المُحدبة والمقعرة أصبح مُحبطا في النسل /السلالة، وعُوقبوا في العروض. ورقابهم طويلة وعريضة، مع صدر واسع واضح المعالم. لديهم ظهور قصيرة وواضحة المعالم، وجزء خلفي واسع وقوي. ويميل النسل إلى أن يصبح لديهم ساقين نظيفان، مع عدم وجود شوائب أو إصابات، والذيل طويل وسميك، ولكن الساقين ليس لديهم ريش زائد. وتميل الخيول الأندلسية إلى سهولة الانقياد مع الذكاء والحساسية عند معاملتهم باحترام، أصبحوا سريعي التعلم والاستجابة والتعاون.